# Trettondetjärnen
Trettondetjärnen är en sjö i Storfors kommun i Värmland och ingår i Göta älvs huvudavrinningsområde. Sjön har en area på 0,514 kvadratkilometer och ligger 170,9 meter över havet. Sjön avvattnas av vattendraget Trettondetjärnsbäcken.

## Delavrinningsområde
Trettondetjärnen ingår i det delavrinningsområde (659299-141986) som SMHI kallar för Mynnar i Alkvettern. Medelhöjden är 166 meter över havet och ytan är 14,95 kvadratkilometer. Det finns inga avrinningsområden uppströms utan avrinningsområdet är högsta punkten. Trettondetjärnsbäcken som avvattnar avrinningsområdet har biflödesordning 4, vilket innebär att vattnet flödar genom totalt 4 vattendrag innan det når havet efter 304 kilometer. Avrinningsområdet består mestadels av skog (79 procent). Avrinningsområdet har 0,51 kvadratkilometer vattenytor vilket ger det en sjöprocent på 3,4 procent.